# الکس لاوی
اَلکس لاوی (انگلیسی: Alex Lovy; ۲ سپتامبر ۱۹۱۳ – ۱۴ فوریهٔ ۱۹۹۲) یک اَنیماتور، کارگردان فیلم و فیلم‌نامه‌نویس اهل ایالات متحده آمریکا بود.
از فیلم‌ها یا مجموعه‌های تلویزیونی که وی در آن‌ها نقش داشته است می‌توان به ماجراهای کوئیک درا مک‌گرا اشاره نمود.